# Золотий м'яч 1966
«Золотий м'яч 1966»

27 грудня 1966
Найкращий футболіст Європи: 
 Боббі Чарлтон
 (вперше)

← 1965 * Золотий м'яч * 1967 →
Золотий м'яч 1966 року — 11-те щорічне вручення нагороди найкращому футболісту Європи, за підсумками опитування від журналу «Франс Футбол».

## Процедура голосування
Участь у голосуванні за визначення найкращого футболіста в Європі взяли представники 22 футбольних асоціацій УЄФА, зокрема: Австрії, Англії, Бельгії, Болгарії, Греції, Данії, Ірландії, Іспанії, Італії, Люксембурга,Нідерландів, Польщі, Португалії, СРСР, Туреччини, Угорщини, Франції, ФРН, Чехословаччини, Швейцарії, Швеції та Югославії. Вперше в опитуванні взяв участь представник Ірландії. Радянський Союз вперше представляв редактор щотижневика «Футбол-Хокей» Мартин Мержанов.
Кожен із членів журі обирав п'ятьох футболістів, які, на його думку, є найкращими гравцями Європи. За перше місце нараховували 5 очок, за друге — чотири, за третє — три, за четверте — два, за п'яте — одне очко. Переможець максимально міг отримати 110 очок.
Результати голосування були опубліковані 27 грудня 1966 року в журналі France Football (№ 1085).

## Підсумки голосування
Володарем нагороди став 29-річний англійський атакувальний півзахисник клубу «Манчестер Юнайтед» Боббі Чарлтон.
Англієць лише на 1 очко випередив торішнього переможця Еусебіу (Португалія), це найменша різниця між першим та другим місцем за історію вручення нагороди «Золотий м'яч». Подібний результат був зафіксований у 1996 році, коли німець Маттіас Заммер випередив бразильця Роналду теж на 1 очко.
Франц Бекенбауер, єдиний футболіст за якого віддали свої голоси усі 22 респонденти.
| Місце | Гравець          | Клуб              | Країна     | Очки | %      | Місця | Місця | Місця | Місця | Місця | К-ть голосів |
| Місце | Гравець          | Клуб              | Країна     | Очки | %      | 1-ше  | 2-ге  | 3-тє  | 4-те  | 5-те  | К-ть голосів |
| ----- | ---------------- | ----------------- | ---------- | ---- | ------ | ----- | ----- | ----- | ----- | ----- | ------------ |
| 1     | Боббі Чарлтон    | Манчестер Юнайтед | Англія     | 81   | 73.6 % | 12    | 3     | 1     | 3     |       | 19           |
| 2     | Еусебіу          | Бенфіка           | Португалія | 80   | 72.7 % | 5     | 10    | 5     |       |       | 20           |
| 3     | Франц Бекенбауер | Баварія           | Німеччина  | 59   | 53.6 % |       | 5     | 10    | 2     | 5     | 22           |
|       |                  |                   |            |      |        |       |       |       |       |       |              |
| 4     | Боббі Мур        | Вест Гем          | Англія     | 31   | 28.2 % | 2     | 3     | 1     | 2     | 2     | 10           |
| 5     | Флоріан Альберт  | Ференцварош       | Угорщина   | 23   | 20.9 % | 1     | 1     | 1     | 4     | 3     | 10           |
| 6     | Ференц Бене      | Уйпешт            | Угорщина   | 8    | 7.3 %  |       |       | 1     | 2     | 1     | 4            |
| 7     | Алан Болл        | Блекпул Евертон   | Англія     | 6    | 5.5 %  | 1     |       |       |       | 1     | 2            |
| 7     | Лев Яшин         | Динамо (Москва)   | СРСР       | 6    | 5.5 %  |       |       | 2     |       |       | 2            |
| 7     | Янош Фаркаш      | Вашаш             | Угорщина   | 6    | 5.5 %  |       |       |       | 2     | 2     | 4            |
| 10    | Жозе Торріш      | Бенфіка           | Португалія | 5    | 4.5 %  | 1     |       |       |       |       | 1            |
|       |                  |                   |            |      |        |       |       |       |       |       |              |
| 11    | Маріо Корсо      | Інтернаціонале    | Італія     | 4    | 3.6 %  |       |       |       | 2     |       | 2            |
| 11    | Валерій Воронін  | Торпедо (Москва)  | СРСР       | 4    | 3.6 %  |       |       |       | 1     | 2     | 3            |
| 13    | Маріу Колуна     | Бенфіка           | Португалія | 3    | 2.7 %  |       |       | 1     |       |       | 1            |
| 14    | Георгі Аспарухов | Левські           | Болгарія   | 2    | 1.8 %  |       |       |       | 1     |       | 1            |
| 14    | Гордон Бенкс     | Лестер            | Англія     | 2    | 1.8 %  |       |       |       | 1     |       | 1            |
| 14    | Джефф Герст      | Вест Гем          | Англія     | 2    | 1.8 %  |       |       |       | 1     |       | 1            |
| 14    | Сандро Маццола   | Інтернаціонале    | Італія     | 2    | 1.8 %  |       |       |       | 1     |       | 1            |
| 18    | Ігор Численко    | Динамо (Москва)   | СРСР       | 1    | 0.9 %  |       |       |       |       | 1     | 1            |
| 18    | Тоні Данн        | Манчестер Юнайтед | Ірландія   | 1    | 0.9 %  |       |       |       |       | 1     | 1            |
| 18    | Гельмут Галлер   | Болонья           | Німеччина  | 1    | 0.9 %  |       |       |       |       | 1     | 1            |
| 18    | Деніс Лоу        | Манчестер Юнайтед | Шотландія  | 1    | 0.9 %  |       |       |       |       | 1     | 1            |
| 18    | Віллі Шульц      | Гамбург           | Німеччина  | 1    | 0.9 %  |       |       |       |       | 1     | 1            |
| 18    | Поль ван Гімст   | Андерлехт         | Бельгія    | 1    | 0.9 %  |       |       |       |       | 1     | 1            |

## Цікаві факти
- Розподіл по амплуа серед 23 футболістів згаданих в анкетах наступний: 2 воротарі, 4 захисники, 6 півзахисників та 11 нападників.[1]
- 23 гравців згаданих в анкетах представляли 10 країн, з них найбільше було від Англії — 5 гравців, по 3 — від Угорщини, СРСР, ФРН та Португалії.
- Боббі Чарлтон став другим англійським (після Стенлі Метьюза) футболістом, який став володарем трофею.
- Манчестер Юнайтед став другим (після «Реала») клубом, чий футболіст мінімум двічі вигравав «Золотий м'яч».
- Вперше в анкетах був згаданий ірландський гравець — захисник «Манчестер Юнайтед» Тоні Данн. Ірландія стала 24-ю країною, чий гравець потрапив до списків «Франс Футбол».
- Лев Яшин вдесяте (рекордний показник) був згаданий в анкетах респондентів. З початку вручення нагороди «Золотий м'яч», Яшин лише одного разу у 1962 році не був «помічений» респондентами.
- Всього в анкетах були названі гравці з 16 клубів, серед них найбільше було представників «Бенфіки» та «Манчестер Юнайтед» — по 3 гравці.